# Dusona kasparyani
Dusona kasparyani är en stekelart som beskrevs av Hinz 1985. Dusona kasparyani ingår i släktet Dusona och familjen brokparasitsteklar. Inga underarter finns listade i Catalogue of Life.